# پل آلی کون
پل آلی کون مربوط به دوره صفوی - دوره قاجار است و در شهرستان مسجد سلیمان، بخش اندیکا، روستای چلوار واقع شده و این اثر در تاریخ ۵ تیر ۱۳۸۴ با شمارهٔ ثبت ۱۱۹۵۶ به‌عنوان یکی از آثار ملی ایران به ثبت رسیده است.